# Jättesengångare

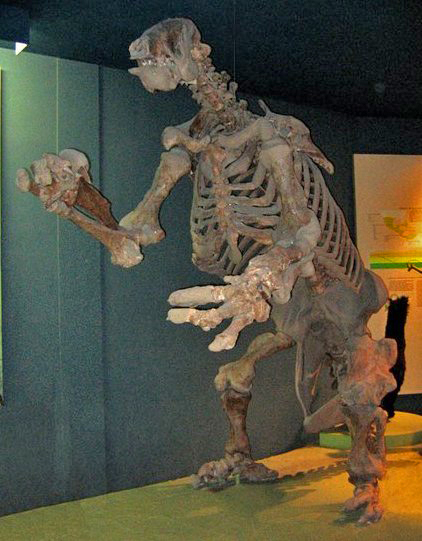
Skelett av en art från släktet Eremotherium

Jättesengångare, eller jättetrögdjur, kallas en grupp utdöda djur i underordningen sengångare.
De levde på den amerikanska kontinenten och nådde ibland en vikt av några ton. Några arter dog ut först i slutet av epoken pleistocen. De förekom inte som sengångarna idag i träden, utan på marken. Jättesengångarna rörde sig som sengångarna idag långsamt.

## Troliga grunder för djurgruppens utdöende
De fynd som finns visar att de första människorna i Amerika levde tillsammans med jättesengångarna. En teori är att den snabba klimatförändringen efter den senaste istiden orsakade djurgruppens död. Vid denna tid minskade glaciärerna, havsytan steg högre och regioner med nederbörd flyttades. Några vetenskapsmän tror att många djurarter – däribland även jättesengångarna - inte anpassade sig tillräckligt snabbt till denna situation.
Andra vetenskapsmän hänvisar att denna djurgrupp levde mer än två miljoner år under liknade ändringar i klimatet med tydligt märkbara varma och kalla tider utan att dö ut. Människor lever i Amerika sedan 30 000 år. De flesta jättesengångare dog ut för cirka 10 000 år sen. Det är alltså möjligt att dessa djur dog ut på grund av jakt.
På grund av nyare forskning antas att det fortfarande fanns släktingar till jättesengångare kvar på öarna Hispaniola och Kuba efter européernas ankomst, men de hade inte samma storlek som sina anfäder.
Bland urinvånarna finns legender om ett fabeldjur med namnet Mapinguari som ska likna en jättesengångare. Olika zoologer har letat efter dessa djur men har tills vidare inte hittat någonting.

## Megatherium
Arten Megatherium var nästan stor som en elefant och levde under den senaste istiden i Sydamerika. Efter dess utdöende i pleistocen hittade man fossil, bland annat i Patagonien. Under artens tid var klimatet varmt och det fanns stora skogar. Megatherium var upp till 5 meter högt och vägde några ton. Det finns olika förstenade fotspår som visar hur djuret rörde sig på marken. Andra fossil av djur som tillhörde samma familj har man hittat i Florida.